# Готфрид Австрийский
Эрцгерцог Готфрид Австрийский (нем. Gottfried Maria Joseph Peter Ferdinand Hubert Anton Rupert Leopold Heinrich Ignaz Alfons, Erzherzog von Österreich, Prinz von Toskana) (14 марта 1902, Линц, Верхняя Австрия, Австро-Венгрия — 21 января 1984, Бад-Ишль, Верхняя Австрия, Австрия) — представитель тосканской ветви Габсбург-Лотарингского дома. С рождения носил титулы — эрцгерцог Австрийский, принц Венгерский, Богемский и Тосканский. Титулярный великий герцог Тосканский с 8 ноября 1948 года по 21 января 1984 года.

## Биография
Готфрид родился в городе Линц, Австро-Венгрия. Старший сын эрцгерцога Петера Фердинанда Австрийского (1874—1948), титулярного великого герцога Тосканского (1921—1948), и его супруги, принцессы Марии Кристины Бурбон-Сицилийской (1877—1947) . Воспитывался со своими братом и сестрами в Зальцбурге и Вене до конца Первой мировой войны в 1918 году, затем его родители эмигрировали в Люцерн (Швейцария).
8 ноября 1948 года после смерти своего отца, эрцгерцога Петера Фердинанда, Готфрид стал главой тосканской линии Габсбург-Лотарингского дома и титулярным великим герцогом Тосканским.
Скончался 21 января 1984 года в Бад-Ишле в возрасте 81 года.

## Брак и дети
Эрцгерцог Готфрид Австрийский женился на принцессе Доротее Терезе Баварской (1920—2015), четвертой дочери принца Франца Баварского (1875—1957) и принцессы Изабеллы Антонии фон Круа (1890—1982). Светская церемония бракосочетания состоялась 2 августа 1938 года, а церковная — 3 августа 1938 года в Шарваре (Королевство Венгрия) . Супруги имели сына и трёх дочерей:
- Эрцгерцогиня Елизавета Австрийская (род. 1939), замужем с 1965 года за Фридрихом Хубертом Эдлером фон Брауном (род. 1934), трое детей
- Эрцгерцогиня Алиса Австрийская (род.1941), муж с 1970 года барон Витторио Манно (род. 1938), двое детей
- Эрцгерцог Леопольд Франц Австрийский, принц Тосканский (род. 1942), 1-я жена с 1965 по 1981 год Летиция де Бельзанс д’Аренберг (род. 1941), 2-я жена (1993—1998) Марта Перес-Вальверде (род. 1947), двое детей от первого брака
- Эрцгерцогиня Мария Антуанетта Австрийская (род. 1950), замужем с 1974 года за Гансом Вальтером Наттерманом (род. 1938), двое детей

## Титулы и стили
- 14 марта 1902 — 9 мая 1921 года: «Его Императорское и Королевское Высочество Эрцгерцог Готфрид Австрийский, Принц Тосканский»
- 9 мая 1921 — 8 ноября 1948 года: «Его Императорское и Королевское Высочество Эрцгерцог Готфрид Австрийский, Наследный Принц Тосканский»
- 8 ноября 1948 — 21 января 1984 года: «Его Императорское и Королевское Высочество Эрцгерцог Готфрид Австрийский, Наследный Великий Герцог Тосканский»

## Награды
- Великий магистр и Кавалер Большого Креста Ордена Святого Стефана
- Великий магистр и Кавалер Большого Креста Ордена Святого Иосифа
- Кавалер австрийского Ордена Золотого руна.
- Кавалер Большого Креста Ордена Заслуг гражданских и военных